# コロンビア人
コロンビア人（スペイン語: Colombianos）は、コロンビア国籍を持っている人々を指す。コロンビア人は圧倒的にキリスト教徒が多く、ヨーロッパ人、アメリカ先住民、アフリカ人、アラブ人がいる。
ベネディクト・アンダーソンは、自著『想像の共同体』で「南アメリカの新生共和国が、かつてはそれぞれ、16世紀から18世紀にかけて行政上の単位」であり、イベリア半島出身者によって形成された南アメリカにおける行政単位は偶然的・恣意的なものであったが、それでもやがてコロンビア人もベネズエラ人もエクアドル人も、自国に愛着を寄せるようになったことを指摘している。

## 民族グループ

### 先住民
スペイン植民地化以前は、コロンビアの領土に多くのネイティブアメリカンが住んでいた。現在、102のコミュニティがあり、そのうち150万人が先住民であり、主に国のジャングル地域にあり、国の人口の3%を占めている。
スペインによる植民地化以前、コロンビアの領土は多くのアメリカ先住民が住んでいた。コロンビアの古くからの文化は3つの主なグループによって作られてきた。アンデス山脈の中央部の西側斜面に住んでいるQuimbayas族と、Chibchas族、Kalina族である。比較的大きなグループChibCha族の一部であるMuisca族の文化は金を使うことで知られていて、エル・ドラードという伝説のもとになったが、現在、その3つのグループはわずか約3.4%の少数グループになっているが、現在15以上の民族グループがコロンビアに住んでいる。
人数が多い先住民のグループとして、Wayuu族、Arhuacos族、Muisca族、Kuna族、Witoto族、Páez族、Tucano族、Guahibo族がいる。インディアンの中ではCauca族、Guajira族、Guainia族が多い。
先住民のために567の特別保留地があり、80万人がそこに住んでいた。多くの人はChibchan語族とCariban語族に含まれる言葉を話している。1991年に制定された憲法によって先住民が使っている言語が特別保留地では公用語となり、先住民は2か国語を話せるよう教育を受けていた（民族の言語とスペイン語）。

### メスティーソ
コロンビア人のうち43%はメスティーソか、ヨーロッパ人と初期のインディアン祖先との混血である。

### ヨーロッパ
ヨーロッパにルーツを持つコロンビア人の多くはスペイン系だが、イタリア系、ドイツ系、フランス系、スコットランド系、アイルランド系、ベルギー系、オランダ系、スイス系、ギリシャ系、イギリス系、ポルトガル系、オーストリア系なども主な民族グループである。さらに、多くのヨーロッパ系アメリカ人が20世紀後半から21世紀初頭にかけてコロンビアに移住した。しかし、多くは帰国した。ポーランド人、リトアニア人、クロアチア人、ロシア人、ウクライナ人、アルメニア人、セルビア人などの他の少数民族コミュニティも、第一次世界大戦、第二次世界大戦、冷戦中に移住した。人口の約40%が白人（ヨーロッパ人）である。

### アラブ
コロンビアへ移住した多くの中東アラブ人は、オスマントルコ帝国による圧力や経済難から逃れるためにレバノン、ヨルダン、シリア、パレスチナからやってきた。当時のレバノン、シリア、パレスチナはオスマントルコの領地であったため、中東アラブ人が初めてコロンビアの港に到着した時点ではトルコ人とみなされていた。コロンビアには70万人のレバノン人と直接血のつながりのある子孫がいて、150万人レバノン人と部分的に血のつながりのある先祖がいる。多くのシリア系レバノン人はコロンビアのカリブ海地区であるSanta Marta、Lorica、Fundación、Aracataca、Ayapel、Calamar、Ciénaga、Cereté、Montería、マグダレナ川流域のBarranquillaに住んでいる。多くのアラブ人は自分の名前を移住先の人たちとすぐになじめるようにスペイン語にした。例えば、アラブ人にはHarb、Ñeca、Doura、Larach、Salibeなどの名前の人がいるが、それぞれGuerra、Domínguez、Durán、Lara、Cristoと改名した。人口の約4%がアラブまたはレバンティン起源である。

### アフリカ
コロンビア人の10%は完全な黒人アフリカ人もしくはムラート（アフリカ人とヨーロッパ人の混血）であり、黒人アフリカ人は奴隷として16世紀初めから19世紀にかけてコロンビアの主に海岸沿いの低地へやってきた。

## 移民グループ
コロンビアは戦略的に重要なところに位置しており、歴史上移民の多い時期がいくつかあった。多くの移民はカリブ海沿岸で生活していた。カリブ海沿岸ではコロンビア最大の都市であるBarranquillaに多くの移民がやってきて、他のカリブ海沿岸の都市ではレバノン人、イタリア人、フランス人、ジプシーの子孫が多い。
中国人、日本人、ロマ、ユダヤ人の重要なコミュニティも存在する。
移民の多くはベネズエラ人で、コロンビアの首都であるBogotáに住んでいる人が多い。

## 言語
民族語のデータベースによるとコロンビアには101の言語があり、そのうち80の言語が実際の生活で話されている。現在コロンビアには地域独自の言葉を話す人たちが50万人いる。

## 教育
コロンビアの子供たちはプレスクール（スペイン語: Educación preescolar）に5歳まで通い、基本的な教育は受けなければいけないと法律で定められている。その基本的な教育は2段階あり、最初に受ける基本教育（スペイン語: Educación básica primaria）は1年生から5年生まであり、6歳から10歳までの子供が通う。2番目に受ける基本教育（スペイン語: Educación básica secundaria）は6年生から9年生まであり、基本的な教育の次には中級職業訓練教育（スペイン語: Educación media vocacional）があり、10年生から11年生まであり、それぞれの学校で採用しているカリキュラムによってさまざまな職業や専門（学問、技術、ビジネスなど）に関する訓練を受けられる。
基本教育と中間職業訓練教育を無事終えると、ハイスクールディプロマが授与され、2番目に受ける基本教育と中級教育は以前より2つ合わせてbachillerato（6年生から11年生）と呼ばれているので、ハイスクールの卒業生はbachillerという名称で知られている。
中間教育の最終学年の生徒たちはさらに上の水準の教育（スペイン語: Educación superior）を受けられるようにするためにICFESテスト（現在はSaber 11という名称に変わっている）を受け、このさらに上の水準の教育とは大学レベルの専門的な学問、科学技術に関する中級レベルの職業訓練教育、大学院レベルの学問などである。
Bachiller（ハイスクール卒業生）は総合大学による学部学生向きの職業訓練プログラムを受けることもでき、このプログラムは最大5年間ある（科学技術に関する中級レベルの職業訓練や大学院レベルの学問に関しては5年かからない）。
医学などの専門的な学問は6～7年かかることもある。コロンビアには専門的な大学のような施設はなく、生徒たちは総合大学かそのほかの教育施設で直接職業訓練を受けて専門的、技術的な資格を取得し、総合大学を卒業すると、その分野の卒業証書を授与され、希望者は免許を取得できる。
職業訓練プログラムでは、生徒たちは学部学生の最終学年時にSaber-Proテストを受ける必要がある。
2012年度教育支出の対GDP比は4.4%であり、政府支出全体でみると15.8%である。
2012年度の最初と2番目の基本教育への就学率はそれぞれ106.9%と92.8%であり、平均就学年数は13.2年であり、15歳以上の識字率は93.6%で15～24歳で見ると98.2%である。

## 宗教
The National Administrative Department of Statistics (DANE)は宗教に関する統計はとっておらず、正確な情報を入手するのは困難でるが、しかし、いろいろな研究や調査からコロンビア人の約90％の人はキリスト教徒で、70.9%はカトリック、16.7%はプロテスタント（主に福音主義）ということがわかっている。4.7%は無神論者または不可知論者で、3.5%は神様を信じているが、特定の宗教を信じていない。1.8%のコロンビア人はエホバの証人と再臨説を信じていて、1%以下の人はイスラム教、ユダヤ教、仏教、モルモン教、ヒンドゥー教、先住民特有の宗教、クリシュナ教、ラスタファリ運動、正教会を信奉している。残りの人たちは自分の宗教を明言していない、もしくは不明である。以上の結果に加え、35.9%のコロンビア人は何かを信じるという行動をしていないというデータもある。
コロンビア人の多くは以前から洗礼によるカトリック教徒が多いが、1991年のコロンビア憲法では宗教の自由と平等を保障している。